# If My Heart Had Windows
Albums de George Jones
Walk Through This World with Me
(1967) Sings the Songs of Dallas Frazier
(1968)
If My Heart Had Windows est un album de l'artiste américain de musique country George Jones. Cet album est sorti en 1968 sur le label Musicor Records.

## Liste des pistes
| No  | Titre                          | Durée |
| --- | ------------------------------ | ----- |
| 1.  | If My Heart Had Windows        |       |
| 2.  | Between My House and Town      |       |
| 3.  | On Second Thought              |       |
| 4.  | Possum Holler                  |       |
| 5.  | Unwanted Babies                |       |
| 6.  | Say It's Not You               |       |
| 7.  | Wrong Side of the World        |       |
| 8.  | Stranger's Me                  |       |
| 9.  | Your Angel Steps Out of Heaven |       |
| 10. | Poor Chinee                    |       |

## Positions dans les charts
Album – Billboard (Amérique du nord)
| Année | Chart          | Position |
| ----- | -------------- | -------- |
| 1968  | Albums country | 12       |